# الإسلام والحداثة (كتاب)
الإسلام والحداثة (الأردية: اسلام اور جدت پسندی) هو كتاب كتبه أصلا باللغة الأردية الباحث الباكستاني تقي عثماني عن الإسلام والحداثة. العنوان الأصلي هو "إسلام أور جدت باساندي". وبعد عامين تُرجم إلى الإنجليزية بعنوان الإسلام والحداثة. نُشر لأول مرة في عام 1990. في هذا الكتاب يناقش المؤلف العديد من القضايا الغربية التي تغسل أدمغة المسلمين منذ زمن طويل. المؤلف ليس ضد التقدم في حد ذاته، لكنه يعتقد أن الممارسات الغربية الشائعة لا علاقة لها بالتقدم المادي والصناعي. فهو يعطي فكرة منطقية عن الشريعة الإسلامية، ويصف أيضًا كيف حاول الناس تغييرها لتناسب أنفسهم في الماضي وأيضًا في الحاضر. لقد تحدى الكتاب العقلية الحديثة بالحجج المنطقية. فهو يعطي معنى للحداثة ويناقش كيف يشجع الإسلام الحداثة. وفي هذا الكتاب قدم المؤلف أيضًا أنه باسم التقدم والحداثة فإن الفتنة الرهيبة المتمثلة في المعتقدات المعادية للإسلام وتدمير الشخصية التي تجتاح العالم ما هي إلا غباء وتخلف. وقد ناقش الحداثة والعلم والثورة الصناعية والجهاد وغيرها مع الإسلام. لقد قام المؤلف بأبحاث واسعة النطاق لتجميع المواقف من الماضي لجعل حجته شاملة وكتب مقدمة الكتاب.

## الخلفية
يقول تقي عثماني في مقدمة الكتاب:
| « | على مدى السبعة والعشرين عامًا الماضية، كنت أكتب عن جوانب مختلفة من التطبيق العملي للإسلام، وعن الحلول الإسلامية للمشكلات المستجدة في شتى مجالات الحياة. وكانت معظم تلك المقالات تُنشر في المجلة الشهرية "البلاغ". وقد نُشرت مجموعة من تلك المقالات قبل نحو سبعة عشر عاماً باللغة الأردية تحت عنوان "كيف يُطبق الإسلام في العصر الحاضر؟"، وتضم حوالي 750 صفحة. وحتى بعد نشر هذا الكتاب، أُتيحت لي الفرصة للكتابة عن جوانب أخرى من نفس الموضوع، وقد أبدى بعض الأصدقاء رغبتهم في أن تُضاف تلك المقالات أيضاً إلى نفس الكتاب. لكنني رأيت أن إضافة هذه المقالات سيجعل الكتاب ضخماً، مما يصعّب على القارئ الاستفادة الكاملة منه. كما أن هذه المقالات تناولت مواضيع مختلفة مثل السياسة، والقانون، والاقتصاد، والتعليم، والحياة الاجتماعية، والإصلاح الفردي، وغيرها، وسيكون من غير المناسب للقراء المهتمين بموضوع واحد أن يضطروا لشراء كتاب كامل قد لا تهمهم كثير من مقالاته. ولهذا السبب، رأيت أن من الأنسب جمع المقالات حسب مواضيعها بشكل منفصل، بدلًا من ضمها كلها في كتاب واحد. | » |

## المحتوى
الفصول والمواضيع التي يتناولها الكتاب هي:
1. الإسلام والحداثة
2. الإسلام والثورة الصناعية
3. متطلبات الوقت
4. البحث أو التشويه
5. تفسير جديد للإسلام
6. علماء الإسلام والبابوية
7. العلم والإسلام
8. غازي الفضاء
9. الإسلام وفتح الكون
10. الاجتهاد
11. الجهاد العدواني والجهاد الدفاعي

## الترجمات

### البنغالية
وفي عام 2002، ترجم الكتاب إلى اللغة البنغالية من دار شمس الإسلام، وحرره أبو الفتاح محمد يحيى.[بحاجة لمصدر]

### الإنجليزية
وقد ترجمها محمد صالح صديقي إلى الإنجليزية في عام 2002.[بحاجة لمصدر]

## قراءة إضافية
- Pemberton, Kelly (2009). "An Islamic Discursive Tradition on Reform as Seen in the Writing of Deoband's Muftī Muḥammad Taqī Ušmānī". The Muslim World (بالإنجليزية). 99 (3): 452–477. DOI:10.1111/j.1478-1913.2009.01280.x. Archived from the original on 2022-10-28.

## روابط خارجية
- الإسلام والحداثة (كتاب) في كتب جوجل